# Anibarebukten

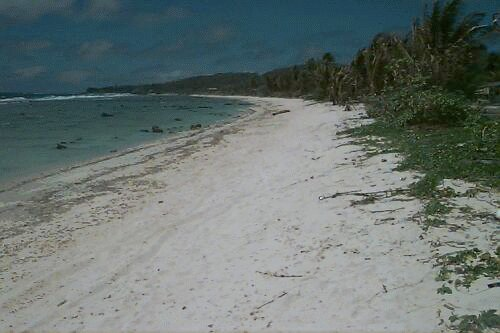
Anibarebukten

Anibarebukten (Anibare Bay) är östaten Naurus enda bukt, med öns bästa strand.
Stranden, som bär samma namn, är full av vit korallsand. Stranden täcker hela Anibares kust, samt att den når till Meneñ Hotel i söder söder och mot fjärden vid Ijuw i norr.
Anibarebukten är tillsammans med Buadalagunen de enda större attraktionerna på ön. År 2000 blev en hamn etablerad i bukten, Anibarehamnen, som skulle främja fisket.

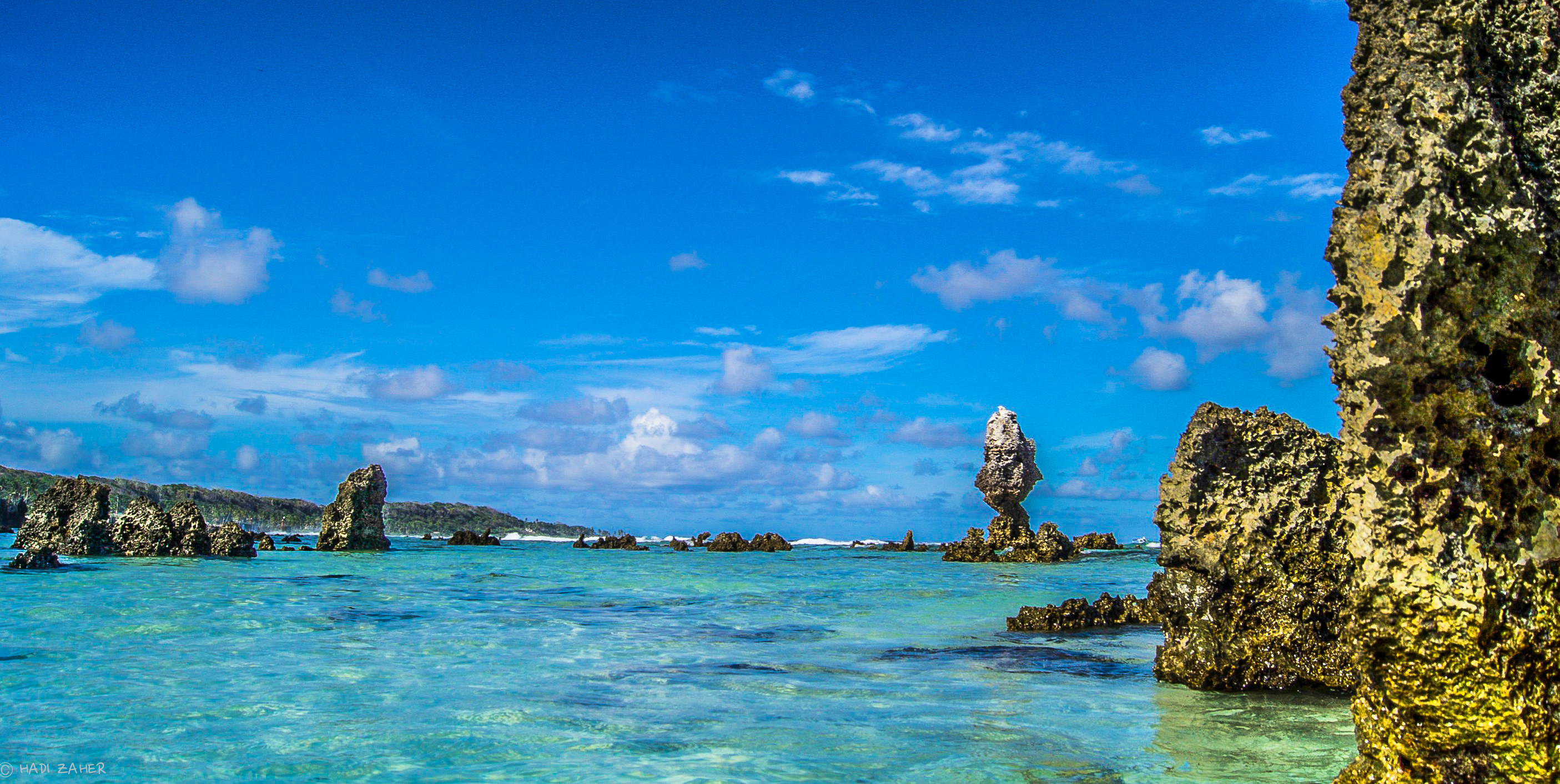
Korallformationer i Anibarebukten